# Pomadasys empherus
Pomadasys empherus is een  straalvinnige vissensoort uit de familie van grombaarzen (Haemulidae). De wetenschappelijke naam van de soort is voor het eerst geldig gepubliceerd in 1993 door Bussing.
De soort staat op de Rode Lijst van de IUCN als Onzeker, beoordelingsjaar 2007.